# بليك وايز
بليك وايز (بالإنجليزية: Blake Wise)‏ هو كاتب أغاني ومغني أمريكي، ولد في 1989 في Nebo, North Carolina ‏ في الولايات المتحدة.